# Raggruppamento Democratico Centrafricano
Il Raggruppamento Democratico Centrafricano (in francese: Rassemblement démocratique centrafricain - RDC) è un partito politico di orientamento centrista fondato nella Repubblica Centrafricana nel 1987 su iniziativa dell'allora Presidente André Kolingba.

## Storia
Alle elezioni presidenziali del 2005, Kolingba ha ottenuto 16,4% dei voti, dietro François Bozizé (43%) e Martin Ziguélé (23,5%); alle elezioni parlamentari il partito ha conseguito 8 seggi su 104.
In occasione delle elezioni generali del 2011 ha sostenuto la candidatura a Presidente di Emile Gros Raymond Nakombo, che ha riportato il 4,6% dei voti. Nelle elezioni parlamentari ha ottenuto un solo seggio su 100.
Dopo la morte di André Kolingba, il partito è stato presieduto dal figlio Désiré Kolingba, fino alla sua morte nell'aprile 2021.

## Risultati elettorali
| Anno                 | Seggi    |
| -------------------- | -------- |
| Parlamentari 1993    | 13 / 85  |
| Parlamentari 2005    | 8 / 104  |
| Parlamentari 2011    | 1 / 100  |
| Parlamentari 2015-16 | 10 / 131 |